# Lemolemus modestus
Lemolemus modestus är en insektsart som först beskrevs av Blanchard in Gay 1851.  Lemolemus modestus ingår i släktet Lemolemus och familjen myrlejonsländor. Inga underarter finns listade i Catalogue of Life.